# Мала Соч
Мала Соч (рос. Малая Соч) — річка в Республіці Комі, Росія, ліва притока річки Нижня Соч, лівої притоки річки Когель, правої притоки річки Ілич, правої притоки річки Печора. Протікає територією Троїцько-Печорського району та Вуктильського міського округу.
Річка протікає на південний захід, захід, північний захід, північ, північний захід, захід, південний захід та північний захід. Останній 1 км течії проходить територією Вуктильського міського округу.